# Martin J. S. Rudwick
Martin J. S. Rudwick (nacido en 1932) es un paleontólogo británico cuyo principal campo de estudio es la historia de las Ciencias de la Tierra. 
Actualmente (2010) es profesor emérito de Historia en la Universidad de California en San Diego e investigador asociado al Departamento de Historia y Filosofía de la Ciencia de la Universidad de Cambridge.
El foco de la investigación y las publicaciones de Rudwick son la historia de las ciencias de la tierra y la vida, la ciencia europea de los siglos XVII a XIX y las relaciones históricas entre las prácticas de la ciencia y la religión y el desarrollo de una historia de la Tierra anterior al hombre. Su primer tratado de historia de la ciencia, El significado de los fósiles (1972), supuso un hito fundamental para la Historia de la Paleontología.

## Biografía
Martin Rudwick respiró un ambiente científico en su entorno familiar, su padre era físico. Desde su juventud coleccionaba fósiles con entusiasmo y se interesó por la Geología y la Historia. Para sus estudios escolares escogió la vertiente científica, una decisión que, como dijo más tarde, le resultó muy difícil. Finalmente consiguió una beca para estudiar Geología en Cambridge (Oldroyd, 1998; Meyer, 2008).
En 1958 se doctoró en Paleozoología por la Universidad de Cambridge y dio clases de Paleontología en el Departamento de Geología de la misma Universidad. Durante este periodo publicó numerosos trabajos sobre la evolución de los braquiópodos, que más tarde se reunirían en su primer libro, Braquiópodos actuales y fósiles (1970). Posteriormente su investigación se encaminó hacia cuestiones históricas y filosóficas.
Rudwick fue muy popular entre los estudiantes de Cambridge por su enfoque científico-histórico de la Paleontología, pero se encontró con la resistencia inicial de varios colegas e historiadores que lo acusaron de ser muy liberal (whig) y especulativo (Meyer, 2008).
Rudwick entró en 1967 en el  Departamento de Historia y Filosofía de la Ciencia  de Cambridge y centró su trabajo en temas de ciencias geológicas y de la vida. En 1974, la Universidad de Ámsterdam le nombró profesor de Historia y Sociología de la Ciencia. Entre 1981 y 1985 fue profesor visitante en Princeton y Jerusalén e investigador visitante en París.
En 1986 Rudwick cambió su residencia a los Estados Unidos cuando fue contratado por la Universidad de Princeton como profesor de Historia de la Ciencia. En 1988 se trasladó a la Universidad de California en San Diego, donde también enseñó Historia de la Ciencia y estableció un programa de doctorado en Sociología de la Ciencia.
En 1994/95 disfrutó de una beca de investigación de la Fundación John Simon Guggenheim Memorial, que aprovechó para reunir material para elaborar una síntesis de sus muchos años de estudios sobre la aparición de la Geología a finales del siglo XVIII y principios del XIX como una nueva disciplina científica. En su investigación estableció un análisis comparativo de los conceptos y métodos para la reconstrucción de la historia anterior a la aparición del hombre con los de la Historia de la humanidad. Los resultados obtenidos se plasmaron en las "Conferencias Tarner" (Tarner Lectures), que impartió en 1996 como profesor visitante del Trinity College de Cambridge.
Tras su retiro de la Universidad de California en 1998, Martin Rudwick regresó a Inglaterra, donde publicó una recopilación de artículos en dos volúmenes: Ruptura de los límites del tiempo. La reconstrucción de la Geohistoria de la Era de la Revolución (2004) y Palabras antes de Adán. La reconstrucción de la Geohistoria en la época de la Reforma (2005).  El primer volumen lo dedicó al desarrollo de la geología durante el centenio de 1750 a 1850 y el segundo, con artículos publicados entre 1969 y 1998, centrado en las figuras de Lyell y Darwin (Taylor, 2006).
Desde 1998, Martin Rudwick vive cerca de Cambridge y es investigador asociado a la Universidad de Cambridge en el Departamento de Historia y Filosofía de la Ciencia.

## Honores y premios
Por sus logros en la historia de las Ciencias de la Tierra la Sociedad Geológica de Londres le otorgó, en 1988, la primera Medalla Sue Tyler Friedman. En 2007 recibió la Medalla George Sarton de la Sociedad de Historia de la Ciencia (Estados Unidos). Desde 2008, Rudwick es miembro de la Academia Británica.

## Publicaciones (selección)
- 1970. Living and fossil brachiopods. Londres: Hutchinson. 199 págs. ISBN 0-09-103080-3
- 1972. The meaning of fossils. Episodes in the history of paleontology. Nueva York: American Elsevier. 287 págs. ISBN 0-444-19576-9; 2ª ed. Nueva York: Science History Publications, 1976 ISBN 0-882-02163-X; 3ª ed. University of Chicago Press, 1985 ISBN 0-226-73103-0 [en español: El significado de los fósiles. Episodios de la historia de la paleontología (basada en la 2ª ed. en inglés). Ed. Hermann Blume. Ciencias de la naturaleza. 348 págs., 1987 ISBN 84-7214-371-6]
- 1985. The great Devonian controversy. The shaping of scientific knowledge among gentlemanly specialists. Chicago: University of Chicago Press. 494 págs. ISBN 0-226-73101-4
- 1992. Scenes from deep time. Early pictorial images of the prehistoric world. Chicago: University of Chicago Press. 280 págs. ISBN 0-226-73104-9
- 1997. Georges Cuvier, fossil bones, and geological catastrophes. New translations and interpretations of the primary texts. Chicago: University of Chicago Press. 301 págs. ISBN 0-226-73106-5
- 2004. The new science of geology. Studies in the earth sciences in the age of revolution. Burlington: Ashgate Publishing. Variorum Collected Studies Series, 789. ISBN 0-86078-958-6 [Selección de trabajos, volumen I. 14 artículos]
- 2005. Lyell and Darwin, geologists. Studies in the earth sciences in the age of reform. Burlington: Ashgate Publishing. Variorum Collected Studies Series, 818. 316 págs. ISBN 0-86078-959-4 [Selección de trabajos, volumen II. 10 artículos]
- 2005. Bursting the limits of time. The reconstruction of geohistory in the age of revolution. Chicago: University of Chicago Press. 708 págs. ISBN 0-226-73111-1
- 2008. Worlds before Adam. The reconstruction of geohistory in the age of reform. Chicago: University of Chicago Press. 614 págs. ISBN 978-0-226-73128-5
- Earth's Deep History: How It Was Discovered and Why It Matters. University of Chicago Press. 2014. ISBN 9780226203935.[7]